# Gymnosomata
I gimnosomati (Gymnosomata Blainville, 1824) sono un sottordine di molluschi gasteropodi dell'ordine Pteropoda.

## Tassonomia
Il sottordine comprende le seguenti superfamiglie e famiglie:
- Superfamiglia Clionoidea Rafinesque, 1815
  - Clionidae Rafinesque, 1815
  - Cliopsidae O.G. Costa, 1873
  - Notobranchaeidae Pelseneer, 1886
  - Pneumodermatidae Latreille, 1825
- Superfamiglia Hydromyloidea Pruvot-Fol, 1942 (1862)
  - Hydromylidae Pruvot-Fol, 1942 (1862)
  - Laginiopsidae Pruvot-Fol, 1922